# أهل أنكاد
  أهل أنݣاد (بالإنجليزية: AHL ANGAD)‏ هي جماعة قروية تابعة لعمالة وجدة أنكاد ضمن جهة الجهة الشرقية بالمغرب.  بلغ مجموع عدد سكان   أهل أنݣاد حسب إحصاءات 2004 حوالي 16494  نسمة من بينهم 113 أجنبي يعيشون في  2897 أسرة.

## إحصاء عام
| السنة | عدد السكان | عدد الأسر | عدد الأجانب |
| ----- | ---------- | --------- | ----------- |
| 1994  | 14766      | 2367      | °°°°        |
| 2004  | 16494      | 2897      | 113         |